# Bera
|  | Per a altres significats, vegeu «Bera (desambiguació)». |

Bera és un municipi de Navarra, a la comarca de Bortziri, dins la merindad de Pamplona. Limita al nord amb Biriatu, Urruña i Azkaine (Lapurdi), al sud amb Etxalar i Lesaka, a l'est amb Sara i a l'oest amb Irun (Guipúscoa).

## Barris
- Dornaku.
- Garaitarreta.
- Kaule.
- Suspela.
- Suspelttiki.
- Xantelerreka/Elzaurdia (Ibardin).
- Zalain.
- Zia.
- Altzate.
- Illekueta.

## Demografia
| Evolució demogràfica | Evolució demogràfica | Evolució demogràfica | Evolució demogràfica | Evolució demogràfica | Evolució demogràfica | Evolució demogràfica | Evolució demogràfica | Evolució demogràfica | Evolució demogràfica | Evolució demogràfica |
| 1996                 | 1998                 | 1999                 | 2000                 | 2001                 | 2002                 | 2003                 | 2004                 | 2005                 | 2006                 | 2007                 |
| -------------------- | -------------------- | -------------------- | -------------------- | -------------------- | -------------------- | -------------------- | -------------------- | -------------------- | -------------------- | -------------------- |
| 3 480                | 3 507                | 3 511                | 3 490                | 3 531                | 3 581                | 3 637                | 3 659                | 3 666                | 3 727                | 3 684                |
| 85%                  |                      |                      |                      |                      |                      |                      |                      |                      |                      |                      |

## Història
- 1402: el rei de Navarra Carles el Noble va concedir als habitants de Bera i Lesaka una sèrie de privilegis en compensació per la defensa de la seva terra davant guipuscoans i labortans.
- 1606: Lorenzo de Hualde va ser nomenat rector de la parròquia de Bera en 1606 pel senyor d'Alzate i Uturbie. Aquest personatge es va destacar per col·laborar estretament amb l'inquisidor Valle Alvarado i perseguir a molts veïns de Bera amb acusacions de bruixeria, tal com es recull en el procés inquisitorial de Logroño (1610).
- 1610: introducció del blat de moro des de Baiona, cultiu bàsic en el sistema agrari de tipus atlàntic.
- 1638: incendi de Bera provocat per les tropes del duc de Saint-Simon i dirigides pel senyor d'Uturbie i d'Alzate.
- 1693-1795: guerra de la convenció. En una primera fase, fins a juliol de 1794, Vera va ser ocupada per les tropes espanyoles. En la segona, a partir de finals de juliol de 1794, van ser els francesos els qui van ocupar el poble, romanent en ell fins que va acabar la guerra al juny de 1795.
- 1813-1814: al començament d'agost de 1813 les tropes aliades al comandament del duc de Wellington es van instal·lar a Bortziriak, Urdazubi i Doneztebe seguint a les del mariscal francès Soult i van romandre fins a novembre de 1813 provocant una important crisi de mortalitat.
- 1830: el 20 d'octubre el general Francisco Espoz y Mina va travessar la frontera per Bera amb la intenció de proclamar la constitució liberal enfront de l'absolutisme.
- 1838: en el marc de la Primera Guerra Carlina el 4 d'abril els liberals en la seva retirada van incendiar l'església de Bera, que va sofrir importants danys.
- 1872: Carles de Borbó va entrar per Bera per a proclamar la guerra contra Amadeu I d'Espanya. Al llarg de la Tercera Guerra Carlina el Cura Santa Cruz protagonitzarà algunes escaramusses en Bera.
- 1872: Durant la dictadura de Primo de Rivera, un nombrós grup d'anarquistas espanyols exiliats a França va entrar per Bera esperant que amb aquesta acció s'aixecaria el poble espanyol per a enderrocar la dictadura. La intentona fracassà amb escreix doncs les policies espanyola i francesa estavan informades dels plans dels revolucionaris.
- 1974ː El lehendakari a l'exili, Jesús María de Leiazola, va entrar d'incògnit per Bera per aparèixer en la celebració de l’Aberri Eguna, el Diumenge de Pasqua, que es feia a Gernika.[1]

## Administració
| Legislatura | Alcalde       | Grup polític |
| 2007-2011   | Josu Iratzoki | ANB          |

## Personatges cèlebres
- Jon Bru (1977): ciclista professional.
- Patxi Vila (1975): ciclista professional.
- Juan Luis Pérez Mitxelena Petti: músic de rock-folk.
- Genaro Celayeta (1954): ex-futbolista internacional.
- Juan Larramendi (1917-2005): pintor.
- Isidoro de Fagoaga (1893-1976): tenor especialitzat en òpera wagneriana.
- Ignacio Errandonea (1886-1970): sacerdot. Fundador de l'EST a Sant Sebastià, actual campus de Sant Sebastià de la Universitat de Deusto.
- Juan Errandonea (1917-1966): catedràtic i eminència de llengua sumèria.
- Ignacio Larramendi (1874-1960): escriptor en basc.
- Joaquín Aldave (1893-1959): escriptor en basc.
- Román Dornacu (1878-1959): escriptor i lexicòleg euskèric.

Esment a part mereix tot el clan dels Baroja: Pío Baroja, Ricardo Baroja, Carmen Baroja, Julio Caro Baroja, Pío Caro Baroja…; que si bé no eren naturals d'aquesta localitat, n'estaven íntimament lligats, ja que l'escriptor Pío Baroja va adquirir a Bera el caseriu Itzea que va transformar en la casa familiar. Tots ells van passar importants períodes de la seva vida a Bera i de fet diversos dels Baroja estan enterrats en aquesta localitat.